# Do 3 razy sztuka
Do 3 razy sztuka – trzeci album zespołu V.E.T.O., nagrany w Warszawie i wydany w 2004 roku.

## Lista utworów
1. „Intro” – 0:33
2. „Świat na trzeźwo” – 5:11
3. „Ciesz się śmiej się” – 3:48
4. „Hajs” – 3:45
5. „Patologia” – 4:06
6. „Nie mogę” – 3:04
7. „Tron” – 3:29
8. „PSF” – 3:37
9. „Ogarnij się ???” – 4:08
10. „Kamyk zielony” – 3:45
11. „Kryminalny serial” – 3:18
12. „Sancho Pansa” – 4:13
13. „Zwykła opowiastka” – 3:32
14. „Błyskotki” – 4:29
15. „Stary Hawaj – skit” – 3:32